# Lijst van oorlogsmonumenten in Waterland
De Nederlandse gemeente Waterland heeft 7 oorlogsmonumenten. Hieronder een overzicht.
| Nr.  | Object                                                                  | Herdachte groep                                                                | Ontwerper        | Onthulling       | Type            | Locatie                                           | Plaats             | Coördinaten                   | Foto                                                                    |
| ---- | ----------------------------------------------------------------------- | ------------------------------------------------------------------------------ | ---------------- | ---------------- | --------------- | ------------------------------------------------- | ------------------ | ----------------------------- | ----------------------------------------------------------------------- |
| 1775 | Oorlogsmonument                                                         | allen, burgerslachtoffers                                                      |                  |                  | gedenksteen     | De Zarken, 1141 BK                                | Monnickendam       | 52° 27' 25" NB, 5° 1' 57" OL  | Oorlogsmonument                                                         |
| 1776 | Monument voor Britse Militairen                                         | geallieerde militairen                                                         |                  | 21 december 1990 | overig          | De Zarken, 1141 BK                                | Monnickendam       | 52° 27' 25" NB, 5° 1' 57" OL  | Monument voor Britse Militairen                                         |
| 1777 | Monument op het Kerkplein                                               | algemeen                                                                       | Mathieu Nab      | 4 mei 1993       | gedenksteen     | Kerkplein 13, 1151 AH                             | Broek in Waterland | 52° 26' 9" NB, 4° 59' 36" OL  | Monument op het Kerkplein                                               |
| 2093 | Engels kruis                                                            | geallieerde militairen                                                         |                  |                  | Kruis           | Overleek, 1141                                    | Monnickendam       | 52° 27' 13" NB, 4° 59' 45" OL | Engels kruis                                                            |
| 3270 | Gevelsteen                                                              | Overig                                                                         |                  |                  | gedenksteen     | Kerkstraat 12, 1141 BH                            | Monnickendam       | 52° 27' 29" NB, 5° 2' 1" OL   |                                                                         |
| 3664 | Gedenkteken voor de mannen die niet meer terugkeerden                   | koopvaardijpersoneel, militairen in dienst van het Ned. Kon. 1940-1945, overig | Sijmon Zondervan | 11 november 2011 | overig          | Kerkbuurt 90, 1156 BM                             | Marken             | 52° 27' 41" NB, 5° 6' 26" OL  | Gedenkteken voor de mannen die niet meer terugkeerden                   |
| 3665 | Gedenkteken voor de bemanning van de bommenwerper Short Stirling BK 710 | geallieerde militairen                                                         | Bram Kemp        | 11 november 2011 | beeld/sculptuur | Kerkbuurt 90, 1156 BM                             | Marken             | 52° 27' 41" NB, 5° 6' 24" OL  | Gedenkteken voor de bemanning van de bommenwerper Short Stirling BK 710 |
|      | Stolpersteine                                                           | vervolgden Nederland                                                           | Gunter Demnig    |                  | reliëf          | Zie Lijst van Stolpersteine in de regio Waterland | Monnickedam        |                               |                                                                         |

Aalsmeer ·
Alkmaar ·
Amstelveen ·
Amsterdam ·
Bergen ·
Beverwijk ·
Blaricum ·
Bloemendaal ·
Castricum ·
Den Helder ·
Diemen ·
Dijk en Waard ·
Drechterland ·
Edam-Volendam ·
Enkhuizen ·
Gooise Meren ·
Haarlem ·
Haarlemmermeer ·
Heemskerk ·
Heemstede ·
Heiloo ·
Hilversum ·
Hollands Kroon ·
Hoorn ·
Huizen ·
Koggenland ·
Landsmeer ·
Laren ·
Medemblik ·
Oostzaan ·
Opmeer ·
Ouder-Amstel ·
Purmerend ·
Schagen ·
Stede Broec ·
Texel ·
Uitgeest ·
Uithoorn ·
Velsen ·
Waterland ·
Weesp ·
Wijdemeren ·
Wormerland ·
Zaanstad ·
Zandvoort